# Anomaloglossus degranvillei
Anomaloglossus degranvillei är en groddjursart som först beskrevs av Lescure 1975.  Anomaloglossus degranvillei ingår i släktet Anomaloglossus och familjen Aromobatidae. IUCN kategoriserar arten globalt som livskraftig. Inga underarter finns listade i Catalogue of Life.

## Bildgalleri

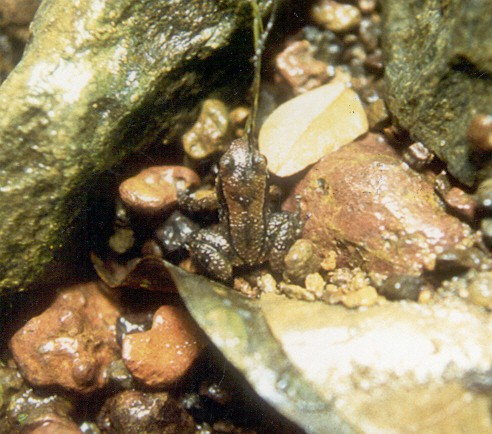
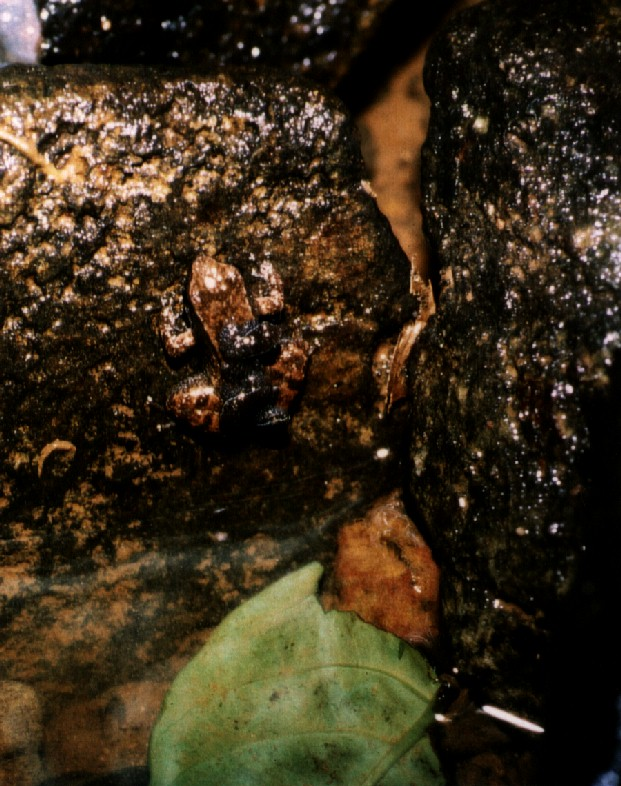
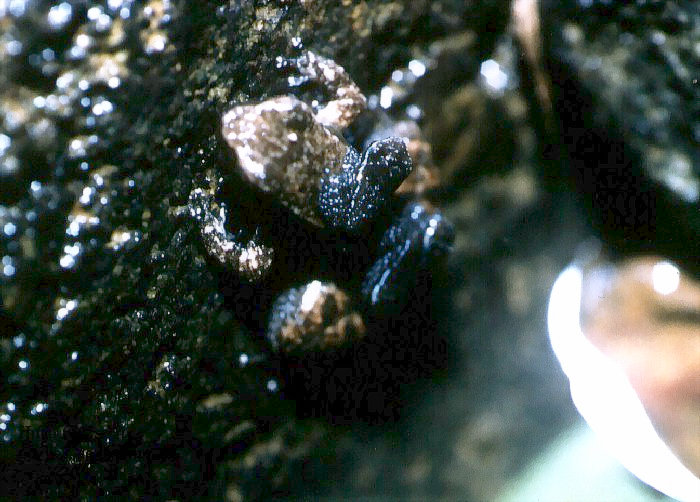
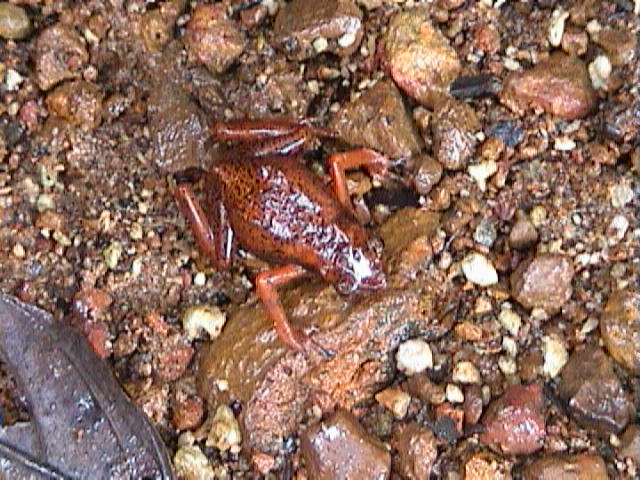
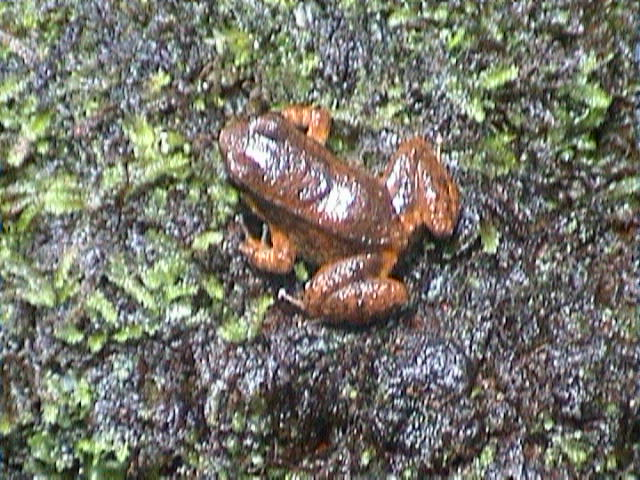
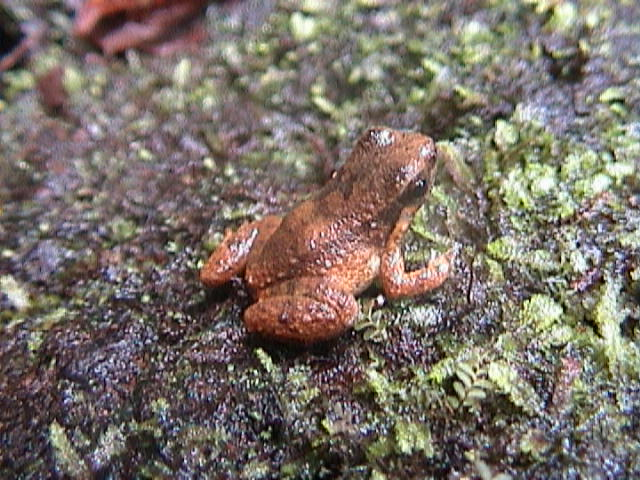